# الجمعية العربية للفيزياء
الجمعية العربية للفيزياء (بالإنجليزية: Arab Physical Society)‏ هي جمعية معنية بكل ما يخص الفيزياء، تهدف إلى نشر وتعزيز المعرفة الفيزيائية في الوطن العربي من خلال تحسين التعليم العلمي والبحث وبناء القدرات البشرية. سجلت رسميا في 7 يونيو 2021. تتكون الجمعية من مجموعة من الباحثين العرب المحترفين في مجال الفيزياء وتطبيقاتها، والذين يهدفون إلى تعزيز المعرفة والأبحاث الفيزيائية في العالم العربي.
عقد الاحتفال بميلاد الجمعية يوم 7 أبريل، في حفل علمي افتراضي كبير تحت شعار «نحو نهضة عربية فيزيائية حقيقية» شارك فيه 8 من علماء الفيزياء العالميين من الفائزين بجوائز نوبل وغيرها من الجوائز العالمية المرموقة في الفيزياء.

## وصلات خارجية
- الموقع الرسمي. (بالإنجليزية)